# Rotterdam Rail Feeding

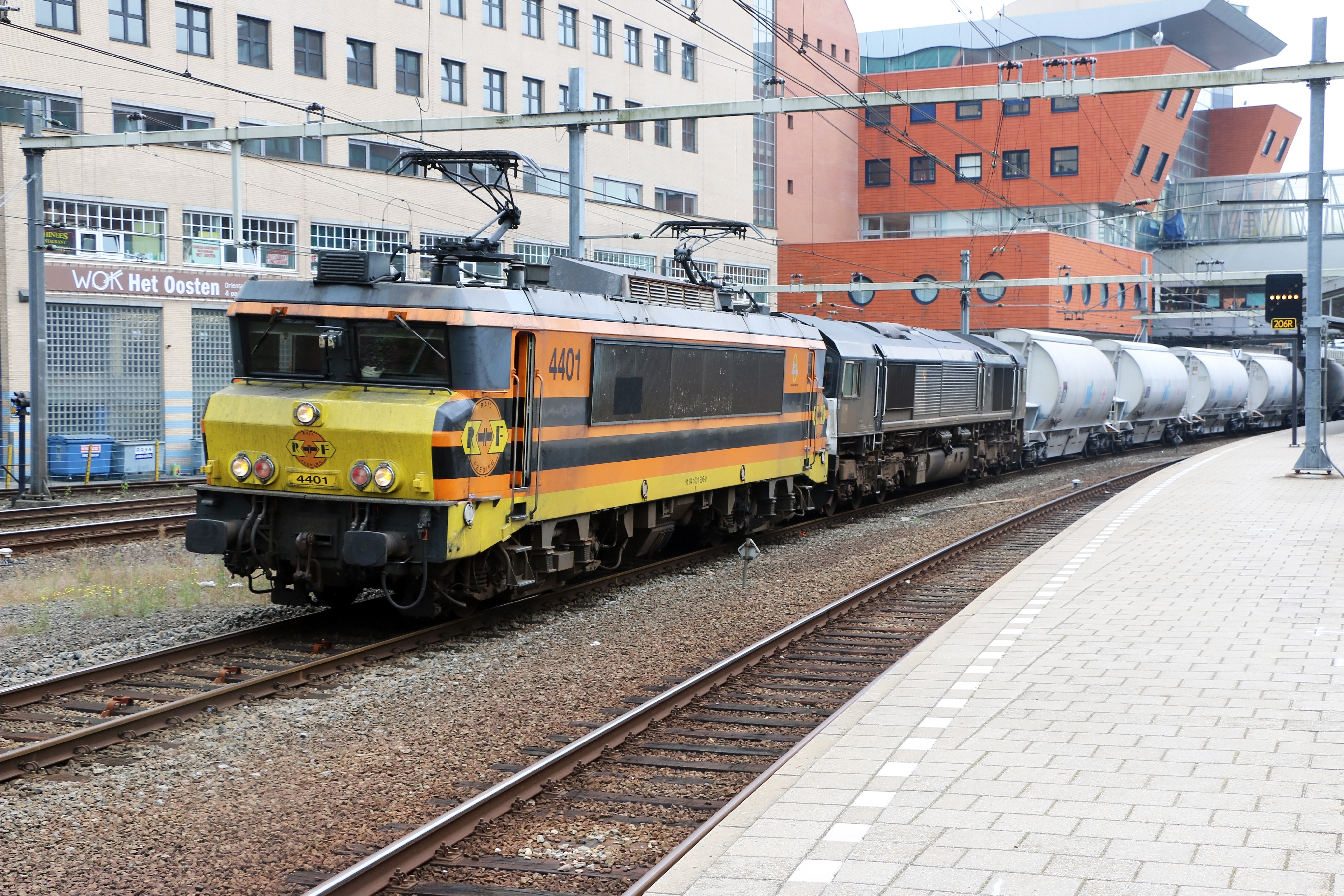
RRF4401 en 635-05 bij Amersfoort

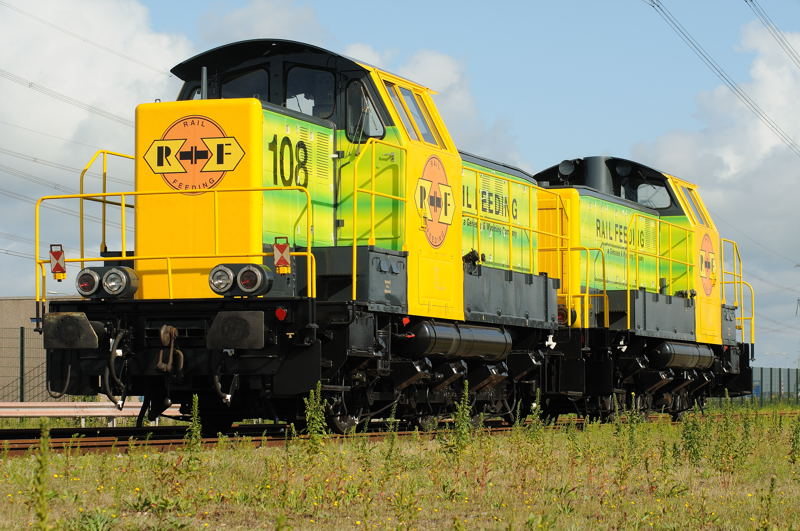
RRF loc 108 + 107 op de Maasvlakte

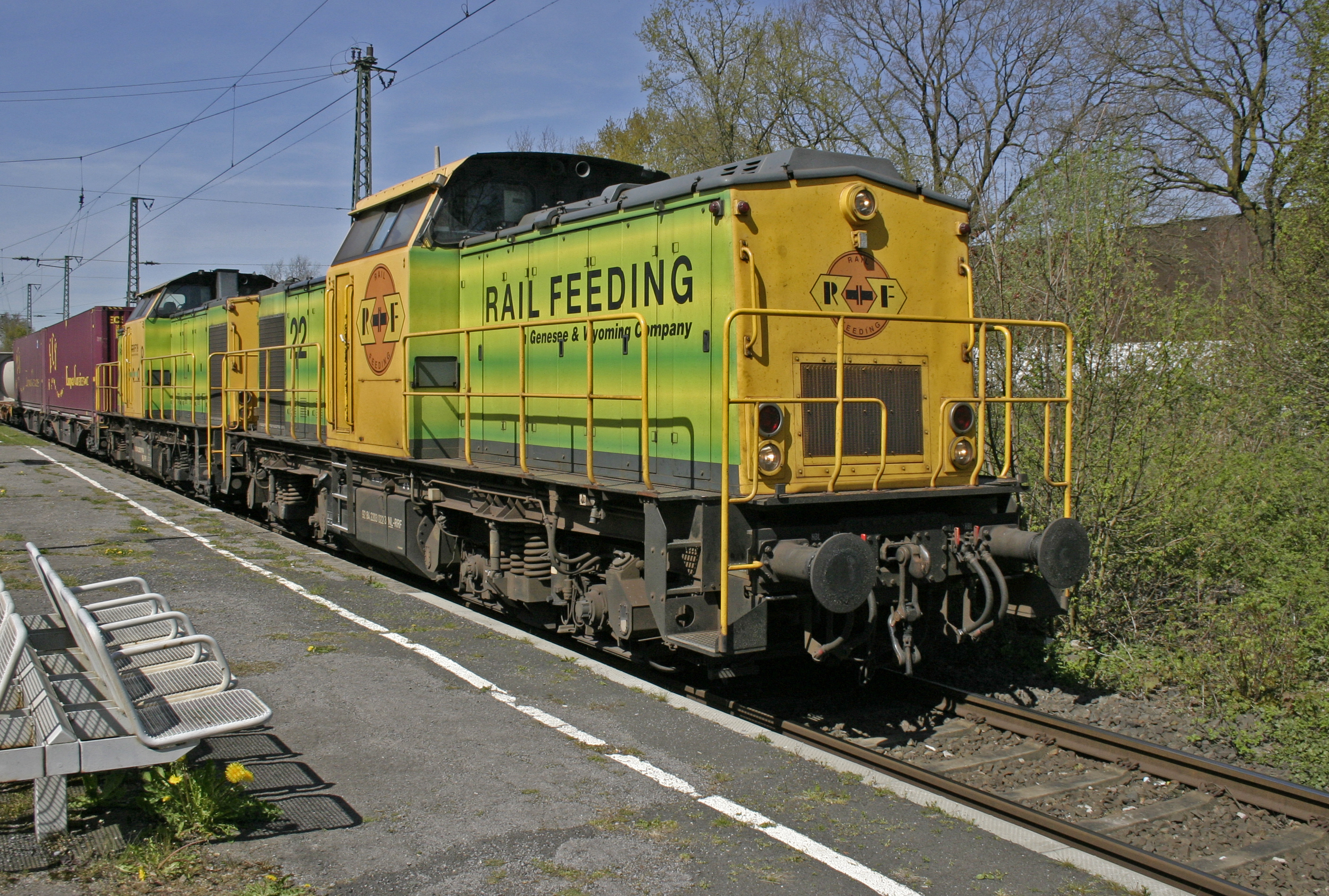
RRF 22 + 19 bij Empel-Rees

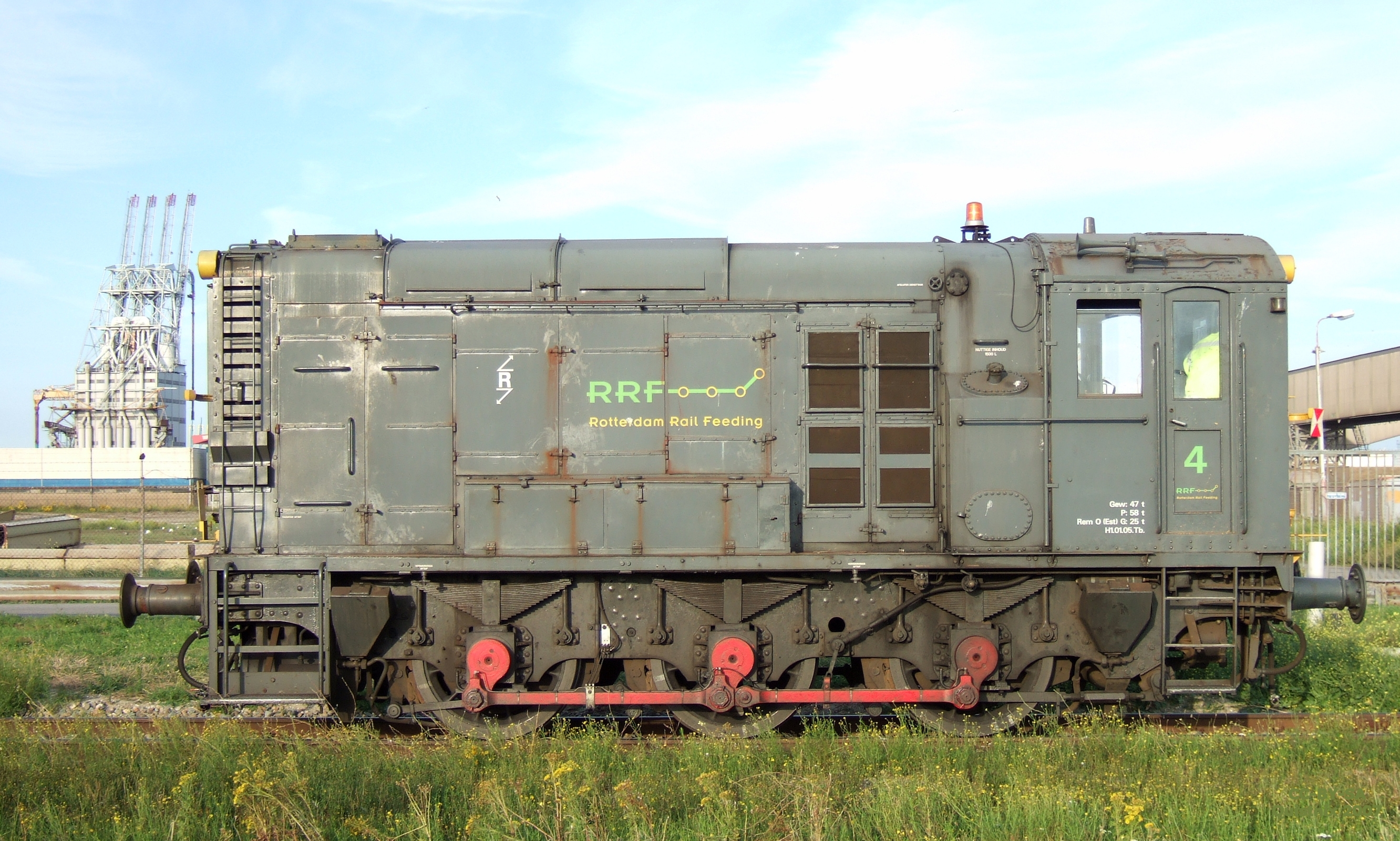
RRF loc nummer 4 aan het werk

Rotterdam Rail Feeding BV (RRF) is een bedrijf dat rangeerdiensten verzorgt voor andere spoorwegondernemingen in onder andere de Rotterdamse haven. Het werd in 2004 opgericht door Karel Poiesz als onderdeel van zijn sinds 1998 bestaande onderneming Spoorflex.
Voor het rangeren worden enkele locomotieven gehuurd van onder andere NedTrain. Het bedrijf heeft hoofdzakelijk oud materieel (Hippels, ex-Deutsche Bahn DR-V 100, ex-NMBS reeks 73) in dienst.
Ofschoon het bedrijf als gecertificeerde spoorwegonderneming reguliere goederentreinen door heel Nederland mag rijden, beperkt het zich grotendeels tot rangeerwerk in de haven en rail feeding. Buiten de haven is RRF in opdracht van de Bentheimer Eisenbahn AG (BE) actief met het rijden van de 4 maal per week ingelegde containertrein tussen het Euro Terminal te Coevorden en de Rotterdamse Maasvlakte. Zij doet dit tot de BE zelf over locomotieven beschikt die ook geschikt zijn voor het berijden van het Nederlandse spoorwegnet. Als de BE wel over geschikte locomotieven beschikt zal RRF nog tractie verlenen tussen de Maasvlakte en de Kijfhoek, alwaar de BE de trein zal overnemen. Ook rijdt het Tsjechische RTT de 4 maal per week ingelegde containertrein van de Waalhaven (RSC) naar Praag Uhrineves, tussen het RSC en Emmerich onder toelating en met personeel van RRF, wel beschikt men over eigen tractie. Naast de BE en RTT maken ook DB Cargo (DBC), HLL Logistik en Continental Rail Services (CRS) in Nederland gebruik van de diensten van RFF. Bij TXL gaat het hierbij om personeel voor het rijden van de treinen en het rangeerwerk in Bergen op Zoom voor de 1 maal wekelijks ingelegde sigarettentrein. Voorheen reed ook KombiVerkehr (KV) onder de licentie en met personeel van RFF. In 2009 kreeg zij echter een eigen toelating voor het Nederlandse spoorwegnet, waardoor de samenwerking tussen RRF en KV verleden tijd werd.
In 2007 won het bedrijf de Rotterdamse Ondernemersprijs. Op 15 april 2008 werd het overgenomen door het beursgenoteerde Genesee & Wyoming Inc (GWI), dat diensten per spoor aanbiedt in 16 havens in Amerika en in andere landen over de hele wereld. De koopprijs bedroeg 21,4 miljoen dollar. Op dat moment had RRF 35 werknemers.

## Materieel
| Rangeerlocs, oorspronkelijk serie 600 van de Nederlandse spoorwegen: | V100-locomotieven, oorspronkelijk van de Duitse spoorwegen: | Rangeerlocs reeks 73, oorspronkelijk van de Belgische spoorwegen, allemaal terzijde: | Elocs, oorspronkelijk serie 1600 van de Nederlandse Spoorwegen: | Diesellocs Class66, allen geleased van Beacon Rail Leasing Limited (BRLL) |
| --- | --- | --- | --------------------------------------------------------------- | ------------------------------------------------------------------------- |
| - RRF 1 (ex-NS 684, verkocht aan Railpro) - RRF 2 (ex-NS 689, verkocht aan Railpro) - RRF 3 (ex-NS 679, verkocht aan Railpro) - RRF 4 (ex-NS 676, verkocht aan Locon (9702)) - RRF 5 (ex-NS 683, verkocht aan Locon (9701)) - 640 (ex-NS 640, ex-Strukton 300640) - plukloc (ex-NS 662, monument in Drachten) | - RRF 16 (ex-DB 202 421-4) - RRF 17 (ex-DB 202 682-1) - RRF 18 (ex-DB 202 819-9) - RRF 19 (ex-DB 202 323-2) - RRF 20 (ex-DB 202 730-8) - RRF 21 (ex-DB 202 407-3) - RRF 22 (ex-DB 202 527-8) - RRF 23 (ex-DB 202 454-5) - RRF 24 (ex-DB 202 783-7, ex-VolkerRail 203-3) | - RRF 101 (ex-NMBS 7382) - RRF 102 (ex-NMBS 7394) - RRF 103 (ex-NMBS 7391) - RRF 104 (ex-NMBS 7395) - RRF 105 (ex-NMBS 7383) - RRF 106 (ex-NMBS 7387) - RRF 107 (ex-NMBS 7390) - RRF 108 (ex-NMBS 7392) | - RRF 4401 (ex-NS 1606) - RRF 4402 (ex-NS 1609)                 | - PB01 (Hommel) - PB06 (groen/geel)                                       |